# Compiere
Compiere ("att slutföra, åstadkomma" på italienska) är en öppen källkods-baserad ERP och kundrelationsprogramvara för små och medelstora företag inom distribution, detaljhandel, service och tillverkning. Compiere distribueras genom företaget Consona Corporation och genom ett partnernätverk.